# Der Koloss
Der Koloss ist ein um das Jahr 1810 entstandenes Ölgemälde, das dem spanischen Maler Francisco de Goya (1746–1828) zugerechnet wird. Seit 1931 ist es im Besitz des Museo del Prado in Madrid. Aus kunstgeschichtlicher Perspektive gehört es zu den ersten Vertretern der sogenannten Antikriegsbilder.

## Deutung
In der unteren Bildhälfte zeigt sich dem Betrachter ein sich in Auflösung befindender Zug von Menschen, Pferden und Vieh. Während alle Beteiligten scheinbar in Panik nach allen Richtungen die Flucht zu ergreifen scheinen, fällt ein einzelner Esel im Vordergrund durch seine äußerliche Unbewegtheit auf und repräsentiert somit die sinnbildliche Sturheit und Ignoranz seiner Artgenossen.
Im Bildhintergrund deutet sich der Grund für die Fluchtreaktion von Mensch und Tier in Form einer riesenhaften, nackten Figur an. Die kolossale Größe des Wesens wird unter anderem an der Tatsache ersichtlich, dass sich Wolken und Nebelschwaden auf seiner Hüfthöhe befinden; sein Kopf mit dem dunklen Haar ragt in den ebenfalls schwarzen Himmel und verdeutlicht somit die für den Menschen nicht mehr fassbare Dimension der Figur. Der drohende Gesichtsausdruck spiegelt sich in der erhobenen, geballten Faust wider.
Das Werk wurde allgemein als künstlerische Aufarbeitung der Bedrohung Spaniens durch den angrenzenden Nachbarn Frankreich zu Beginn des 19. Jahrhunderts interpretiert; im Speziellen soll der Koloss für Napoleon stehen. Eine gegensätzliche Interpretation dazu geht davon aus, dass das Ungeheuer den nationalen  Widerstandsgeist der Spanier gegen die französische Unterdrückungsherrschaft repräsentiert. Diese Annahme leitet sich von der Ausrichtung des Riesen ab, der sich mit seiner drohenden Gebärde nicht gegen die aufgebrachte Menge richtet, sondern auf einen Punkt in der Ferne fokussiert ist.
Insgesamt thematisiert das Bild den Krieg mit seinen verheerenden Folgen von Gewalt, Verwüstung, Schrecken, Flucht und Vertreibung und nimmt dabei Anleihen bei Goyas drastischer, bedrängender Darstellungsweise.

## Urheberschaft
Ein vom Prado-Museum in Auftrag gegebenes wissenschaftliches Gutachten ergab, dass das Gemälde nicht von de Goya selbst angefertigt worden ist. Die mit der Untersuchung beauftragten Experten stellten technische Schwächen fest, die dem Meister nicht unterlaufen sein könnten, und konstatierten einen für de Goya untypischen, unsicheren Malstil. Weiterhin entdeckte man auf dem Gemälde das Kürzel „AJ“. Daraus folgerte man, dass das Bild möglicherweise von dem Goya-Schüler Asensio Juliá stammen könnte. Eine endgültige Entscheidung über die Urheberschaft wollte das Museum erst nach intensiveren Forschungen über den Künstler Juliá vornehmen. Das Prado verzichtete jedoch bereits darauf, das Gemälde in eine Ausstellung zum Thema „Goya in Zeiten des Krieges“ mit einzubeziehen und stellte es separat davon aus.